# Asterope benguelae
Asterope benguelae är en fjärilsart som beskrevs av Chapman 1872. Asterope benguelae ingår i släktet Asterope och familjen praktfjärilar. Inga underarter finns listade i Catalogue of Life.